# Forsthaus Haubusch 4
Das Forsthaus Haubusch 4 in der niedersächsischen Samtgemeinde Land Hadeln, Gemeinde Wanna im Landkreis Cuxhaven, stammt vom 19. Jahrhundert. Aktuell (2024) wird es als Wohnhaus und als Kanzlei/Büro genutzt.
Das Gebäude steht unter Denkmalschutz (siehe auch Liste der Baudenkmale in Wanna).

## Geschichte und Beschreibung
Als Wanen wurde der Ort 1139 erstmals erwähnt. Der Haubusch markiert den Übergang zwischen Speckenweg und Süderleda, von dem aus sich ein schmaler Waldstreifen bis zu dem Waldgebiet des Großen Ahlen auf einer Geestinsel hinzieht.
Das zweigeschossige traufständige verklinkerte Gebäude in Backstein auf Sockel, mit ziegelgedecktem weit überstehenden Satteldach auf hohem Drempel, mit Freigespärre und verzierten Füllbrettern und Hängesäule sowie Gesimsband an den Seitenwänden, wurde 1883 (Inschrift) als Forsthaus gebaut. An beiden Giebelseiten stehen senkrecht verbretterte symmetrische eingeschossige Anbauten mit flachgeneigten Pultdächern.
Das Landesdenkmalamt befand u. a.: „… Forsthaus von Wanna … .“